# Than Shwe
Stariji general Than Shwe (2. veljače 1933.), bivši državni poglavar i diktator Mjanmara.
Rodio se u mjestu Kyaukse, provincija Mandalay.
Vojsci se priključio vrlo rano, alči je prve godine proveo u psihijatrijskoj bolnici liječeći se od PTSP-a zadobivenog u borbama protiv karenskih ustanika u ranim 1950-ima.
1960. promaknut je u čin satnika. Nastavio je svoj uspon u vojnoj hijerarhiji dok je na vlasti bio Ne Win.
Nakon što je Sau Maung iznenada dao ostavku 1992. godine, stvorena je današnja vojna hunta kojoj je on na čelu.
Ponaša se kao totalni autokrat i tvrdolinijaš. Ipak, rijetko se pojavljuje u javnosti, čak je propustio službenu večeru povodom Dana nezavisnosti prošle godine.
Boluje od dijabetesa. Godine 2006. potražio je liječničku pomoć u inozemstvu.
Iako je dopustio ulazak organizacija kao što su Crveni križ i Amnesty International u zemlju, onemogućio im je rad.
Oženjen je i ima kćer koja se nedavno udala. Raskošna ceremonija razljutila je stanovništvo, a nakon neuspjeha "Šafran revolucije", žena i djeca su mu pobjegli, najvjerojatnije u Laos.